# Adauctus Aurélio de Miranda Henriques
Adauctus Aurélio de Miranda Henriques (* 30. August 1855 in Areia, Paraíba; † 15. August 1935) war ein brasilianischer Geistlicher und römisch-katholischer Erzbischof von Paraíba.

## Leben
Adauctus Aurélio de Miranda Henriques empfing am 18. September 1880 die Priesterweihe.
Papst Leo XIII. ernannte ihn am 2. Januar 1894 zum ersten Bischof des knapp zwei Jahre zuvor errichteten Bistums Paraíba. Die Bischofsweihe spendete ihm Kurienkardinal Lucido Maria Parocchi fünf Tage später. Die Amtseinführung in Paraíba fand am 4. März desselben Jahres statt.
Mit der Erhebung des Bistums zum Erzbistum Paraíba am 6. Februar 1914 wurde er zu dessen erstem Erzbischof ernannt.